# Диего Алвеш
Диего Алвеш Карейра (на испански: Diego Alves Carreira) е бразилски футболист роден на 24 юни 1987 в Рио де Женейро, Бразилия, който играе като вратар и се състезава за испанския Валенсия.

## Клубна кариера

### Атлетико Минейро и Алмерия
След няколко сезона прекарани в Бразилия в отбора на Атлетико Минейро, на 24 юли 2007 г. Алвеш се премества в току-що спечелелия промоция в елита отбор на Алмерия. В първите няколко мача е резерва на друг нов в клуба – Давид Кобеньо, но после се превръща в безспорен титуляр, помагайки на клуба да стигне до 8-ото място в дебютния си сезон в Примера дивисион.
През сезон 2008/09 Алвеш остава първи избор в отбора, но се контузва в предсезонната подготовка. Успява да се излекува от контузията преди старта на кампанията и пази на вратата на Алмерия във всичките мачове от първенството и купата преди да бъде изгонен в предпоследния кръг за сезона срещу Валенсия. Пропуска и последния мач за сезона, но Алмерия вече са си осигурили оставането в елита.
На 20 ноември 2010 Алвеш е на вратата при разгромната загуба с 0-8 от отбора на Барселона, която коства и поста на треньора му. В средата на май, след като става ясно изпадането на Алмерия, президента на Валенсия Мануел Йоренте обябява официално, че Алвеш от следващия сезон ще играе за „Валенсианци“.

### Валенсия
Алвеш прави официалния си дебют за Валенсия на 13 септември 2011 г. в мач за турнира Шампионска лига срещу белгийския Генк. Превръща се в резерва на Висенте Гуаита, докато испанеца на чупи своята ръка през ноември 2011.
Алвеш взима участие в мача реванш за Шампионска лига срещу отбора на Челси, където прави серия от впечатляващи намеси срещу Рамирес и Фернандо Торес, както и насочена от съотборника му Виктор Руиз топка. Мача завършва 1-1.
На 9 юли 2014 г. Диего подновява своя договор до 30 юни 2019 година.

## Национален отбор
Алвеш е включен в състава на Бразилия за футболния турнир на Летните олимпийски игри в Пекин през 2008. Остава резерва през целия турнир, а отбора му печели бронзовите медали в турнира.
Дебютът си за първия отбор на Бразилия прави на 10 ноември 2011 срещу Габон, а четири дни по-късно играе и срещу Египет.

## Отличия

### Клубни
Атлетико Минейро
- Бразилия Серия Б: 2006
- Шампионат на щата Минаш Гераиш: 2007

### Национален отбор
- Летни олимпийски игри 2008: 2008 бронзов медал